# Robin Le Barreau
Robin Le Barreau, né le 4 décembre 1992 à Reims, est un rameur d'aviron français évoluant aussi en tant que barreur valide dans les épreuves d'aviron handisport.

## Carrière
Robin Le Barreau est médaillé de bronze en quatre barré mixte aux Championnats du monde d'aviron 2018 à Plovdiv.
Il remporte aux Championnats d'Europe d'aviron 2020 à Poznań la médaille de bronze en quatre barré mixte.
Aux Jeux paralympiques d'été de 2020 à Tokyo, il est médaillé de bronze en quatre barré mixte PR2.

## Palmarès

### Jeux paralympiques
- 2020 (2021) à Tokyo,  Japon
  -  Médaille de bronze en quatre barré mixte PR2 (en tant que barreur valide).

### Championnats du monde
- 2018 à Plovdiv,  Bulgarie
  -  Médaille de bronze en quatre barré mixte.

### Championnats d'Europe
- 2020 à Poznań,  Pologne
  -  Médaille de bronze en quatre barré mixte.
- 2021 à Varèse,  Italie
  -  Médaille d'argent en quatre de pointe avec barreur PR3 mixte (PR3 Mix4+).

## Décorations
- Chevalier de l'ordre national du Mérite le 8 septembre 2021[4]